# Hemerodromia empiformis
Hemerodromia empiformis är en tvåvingeart som först beskrevs av Thomas Say 1823.  Hemerodromia empiformis ingår i släktet Hemerodromia och familjen dansflugor. Inga underarter finns listade i Catalogue of Life.